# Transporte en Honduras

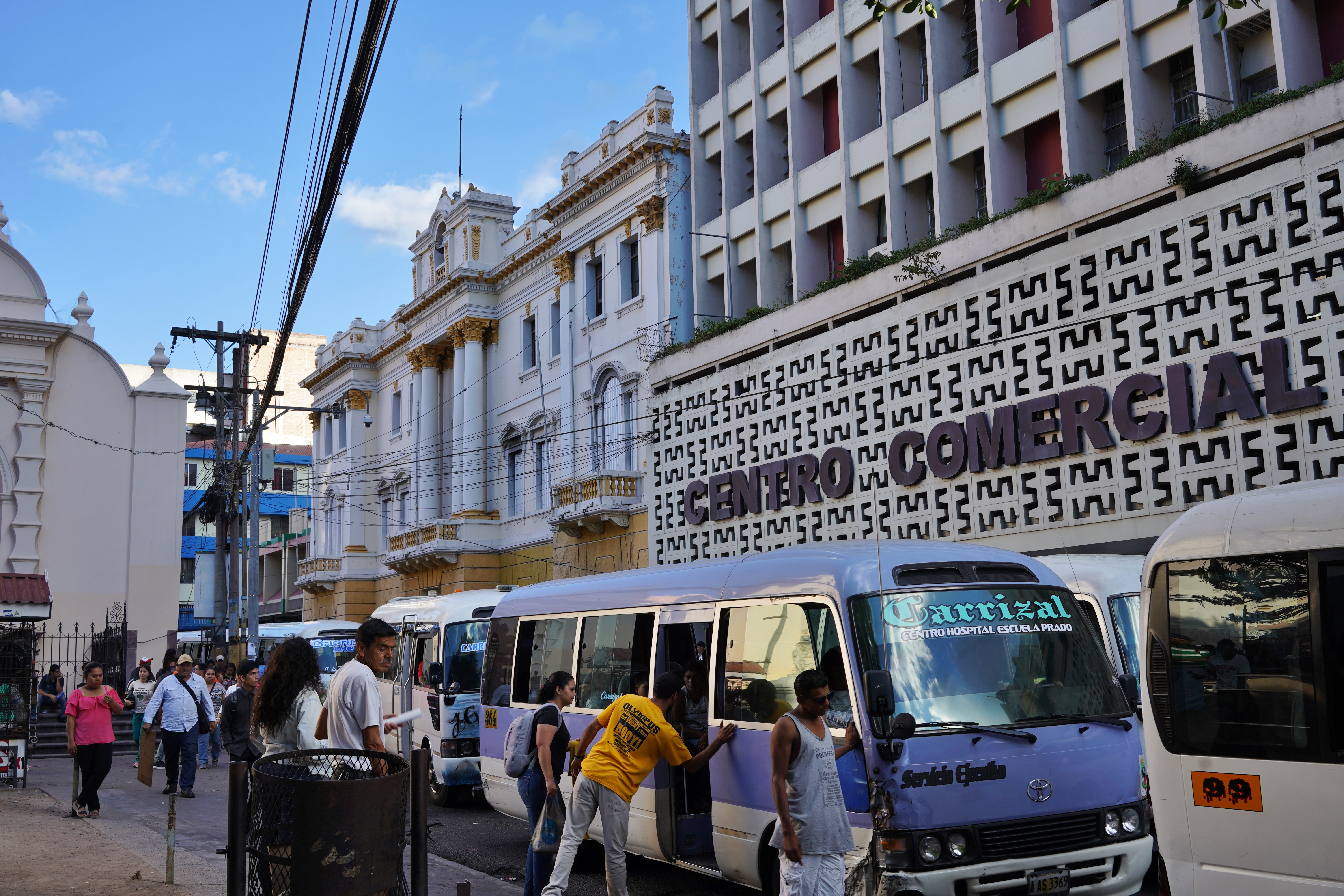
Los Rapiditos de Tegucigalpa.

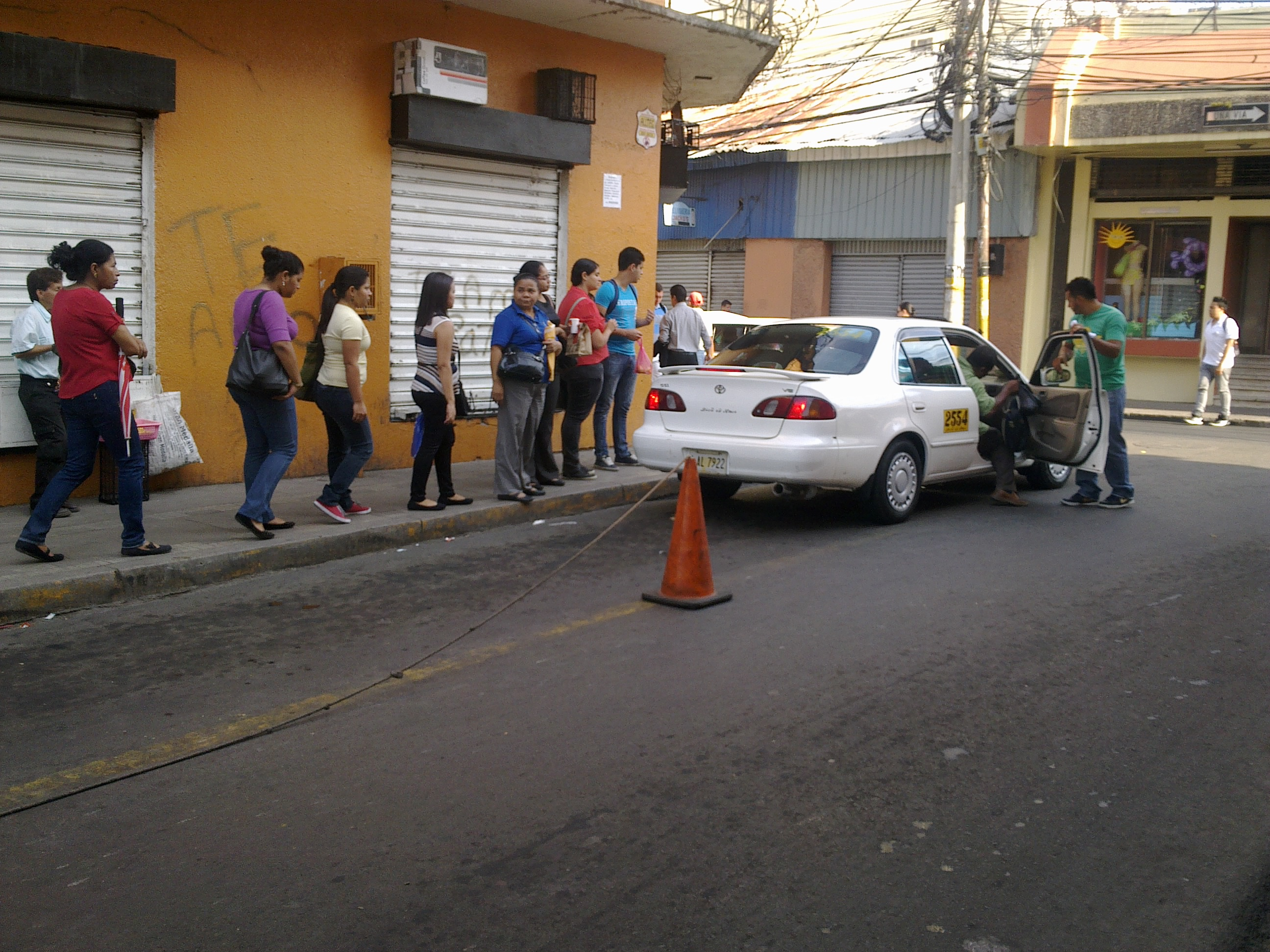
Colectivos de Tegucigalpa.

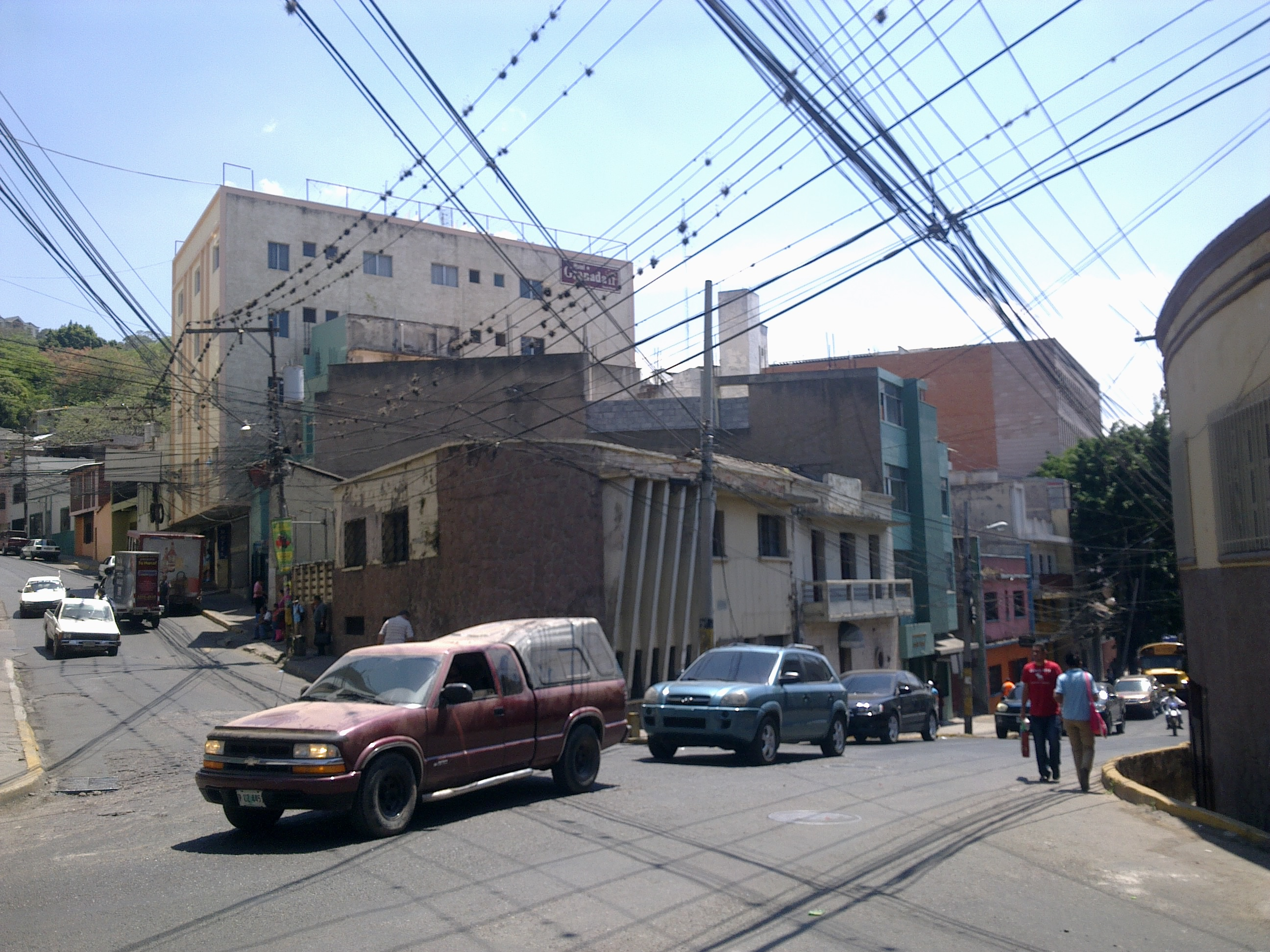
Transporte privado en la capital de Honduras.

Los pueblos prehispánicos desarrollaron sus propias rutas terrestres y marinas, durante la colonia se desarrollaron nuevos caminos que se modernizaron luego de la independencia de Honduras. Luego de la conquista se crearon nuevas rutas marina.

## Sistema de carreteras
El sistema de carreteras de Honduras es manejado por la Secretaría de Obras Públicas, Transporte y Vivienda de Honduras (SOPTRAVI), a través de la Dirección General de Carreteras, la cual se encarga de planificar los proyectos de construcción y rehabilitación de las obras viales, del país. Honduras cuenta con más de 15,400 km de carreteras. Hasta el año 1999, solamente 3,126 km se encontraban pavimentadas.
La autopista principal es la que se extiende desde Puerto Cortés en el Caribe, pasando por San Pedro Sula, Tegucigalpa, M.D.C. Hasta llegar a Nacaome y Choluteca en el sur del país, por donde también cruza la carretera Panamericana.

## Ferrocarril
En lo que respecta al sistema ferroviario, los 785 km de vías férreas fueron construidas originalmente por las compañías bananeras y consisten en dos sistemas separados con diferentes entrevías. El sistema más grande, con casi 600 kilómetros de vía, fue construido por la Standard Fruit Company en el año 1900. La mitad de este sistema es 1.067 metros de vía estrecha y la otra mitad se compone de 0.914 metros. 
En 1983 el gobierno hondureño, nacionalizó el sistema ferroviario de la "Standard Fruit Co" y le cambió de nombre por Ferrocarril Nacional de Honduras (FNH). El otro sistema es de 190 kilómetros y propiedad de la Tela Railroad Company, subsidiaria de Chiquita Brands International. Ambos sistemas se encuentran en las zonas costeras del norte centro y noroeste de Honduras y sirven principalmente para el transporte del banano.

## Puertos y muelles
Honduras cuenta con seis puertos, cinco en la zona norte con salida al océano Atlántico y San Lorenzo con salida al océano Pacífico. Los puertos en Honduras son:
- Puerto Cortés
- Puerto Castilla
- La Ceiba
- Roatán
- Tela
- San Lorenzo

Los tres puertos que manejan casi todo el comercio marítimo de Honduras son Puerto Cortés, Puerto Castilla (Atlántico) y San Lorenzo.
Puerto Cortés es el puerto más importante del país, cuenta con una de las instalaciones portuarias más modernas de Centroamérica. Por esta razón, y por su ubicación geográfica, es uno de los tres puertos latinoamericanos, que forman parte de la Container Security Iniciativa (CSI) y Security Freight Initiative (SFI). 
Puerto Castilla (en el Atlántico) y San Lorenzo en el Pacífico, utilizado en su mayor parte para el manejo del azúcar y las exportaciones de camarón, etc.
Los puertos de La Ceiba, Roatán y Tela se especializan en el turismo, todas las semanas son visitados por cruceros internacionales con capacidad para transportar entre 400 y 800 turistas internacionales.

### Marina Mercante
La Empresa Nacional Portuaria administración todas las naves y actividades que se llevan a cabo en los puertos nacionales, es fundada el 14 de octubre de 1965. La flota de la marina mercante es de 306 naves.

## Aeropuertos
La aviación en Honduras se remonta a 1920. Más tarde en 1931 nació la Fuerza Aérea Hondureña, por decisión del Congreso Nacional de Honduras. En la actualidad, el país cuenta con varias bases aéreas y cinco aeropuertos internacionales:
- Aeropuerto Internacional de Comayagua (PIA) en Comayagua
- Aeropuerto Internacional Golosón (LCE) en La Ceiba
- Aeropuerto Internacional Juan Manuel Gálvez (RTB) en Roatán
- Aeropuerto Internacional Ramón Villeda Morales (SAP) en San Pedro Sula
- Aeropuerto Internacional Toncontín (TGU) en Tegucigalpa

Los dos aeropuertos principales del país son el Ramón Villeda Morales y Comayagua (Palmerola). El Ramón Villeda Morales sirve a San Pedro Sula y la zona norte del país y el Aeropuerto Internacional de Comayagua sirve a Comayagua, Tegucigalpa y la zonas centro, sur y oriente del país. Ambos aeropuertos tienen vuelos directos a numerosas ciudades en Centroamérica, Estados Unidos y México. Los aeropuertos Golosón y Juan Manuel Gálvez tienen una menor frecuencia de vuelos.

## Transportes urbanos
A partir de mediados del siglo XX, las grandes ciudades como el Distrito Central (Tegucigalpa, M.D.C. Comayagüela, D.C.) San Pedro Sula, La Ceiba, Choluteca, Santa Rosa de Copán, etc. cuentan con sistema de transporte urbano en su mayoría privados, con unidades de segunda, importadas desde los Estados Unidos, A comienzos del siglo XXI empresas como Hedman Alas, Viana y Cristina comienzan a comprar autobuses diseñados para viajes interurbanos.